# Мирковец
Мирковец је насељено место у саставу општине Свети Криж Зачретје у Крапинско-загорској жупанији, Хрватска. До територијалне реорганизације у Хрватској налазио се у саставу старе општине Забок.

## Становништво
На попису становништва 2011. године, Мирковец је имао 476 становника.

## Попис1991.
На попису становништва 1991. године, насељено место Мирковец је имало 490 становника, следећег националног састава:
| Попис 1991.‍  | Попис 1991.‍  | Попис 1991.‍ | Попис 1991.‍ | Попис 1991.‍ |
| ------------ | ------------ | ----------- | ----------- | ----------- |
|              |              |             |             |             |
| Хрвати       | Хрвати       |             | 462         | 94,28%      |
| Срби         | Срби         |             | 4           | 0,81%       |
| Словенци     | Словенци     |             | 2           | 0,40%       |
| Роми         | Роми         |             | 1           | 0,20%       |
| неопредељени | неопредељени |             | 14          | 2,85%       |
| регион. опр. | регион. опр. |             | 1           | 0,20%       |
| непознато    | непознато    |             | 6           | 1,22%       |
| укупно: 490  |              |             |             |             |